# Conseil national de la consommation
Pour les articles homonymes, voir CNC.
 (mars 2025).
Il peut être nécessaire de l'améliorer pour respecter le principe de neutralité de point de vue. 

Le Conseil national de la consommation (CNC) est un organisme paritaire consultatif placé auprès du ministre chargé de la consommation. Il a été créé par le décret n°83-642 du 12 juillet 1983 abrogé par le décret n°97-298 du 27 mars 1997. Ses missions, sa composition et son fonctionnement sont régis par les articles D. 821-1 à D. 821-17 du code de la consommation. 

## Missions
Le CNC a pour objectif de permettre :
- le débat et la concertation entre les pouvoirs publics, les représentants des associations de défense des consommateurs et les représentants des organisations professionnelles ainsi que des entreprises assurant des missions de service public, pour tout ce qui a trait aux problèmes de la consommation ;
- la négociation d'accords entre organisations professionnelles ou prestataires de services publics et privés et associations de défense des consommateurs ;
- la désignation, en tant qu’instance collégiale, des médiateurs de la consommation d’entreprise.

En outre, il peut être consulté par les pouvoirs publics, sur les grandes orientations de leur politique qui concernent les consommateurs et les usagers et en particulier à l'occasion des discussions des textes européens ayant une incidence sur le droit français de la consommation.

## Composition
Le CNC, présidé par le ministre chargé de la consommation ou son représentant, est composé :
- d'un collège constitué des associations de défense des consommateurs agréées ;
- d'un collège comprenant des organisations professionnelles les plus représentatives des activités industrielles, commerciales, artisanales et agricoles et de services privés ainsi que d’entreprises assurant des missions de service public ;
- de membres de droit : ANSES (Agence nationale de sécurité sanitaire de l'alimentation, de l'environnement et du travail), ANSM (Agence nationale de sécurité du médicament et des produits de santé), CCSF (Comité consultatif du secteur financier), CNA (Conseil national de l'alimentation), CREDOC (Centre de recherche pour l'étude et l'observation des conditions de vie), INC (Institut national de la consommation) , SGAE (Secrétariat général des affaires européennes).

Les membres des collèges sont nommés, par arrêté du ministre chargé de la consommation, pour une durée de 3 ans. 
Siègent au titre du :

### Collège des associations de défense des consommateurs
- ACLC (Association citoyenne et laïque des consommateurs)
- AFOC (Association Force Ouvrière consommateurs)
- CGL (Confédération générale du logement)
- CLCV (Confédération de la consommation, logement et cadre de vie)
- CNAFC (Confédération nationale des associations familiales catholiques)
- CNL (Confédération nationale du logement)
- CSF (Confédération syndicale des familles)
- Familles de France
- Familles rurales
- FNAUT (Fédération nationale des associations d'usagers des transports)
- Foodwatch France
- INDECOSA-CGT (Association pour l'information et la défense des consommateurs salariés-Confédération générale du travail)
- UFC-QUE CHOISIR (Union fédérale des consommateurs-Que choisir)
- UNAF (Union nationale des associations familiales)

### Collège des organisations professionnelles et entreprises assurant des missions de service public
- ANIA (Association nationale des industries alimentaires)
- Chambres d’agriculture France
- CCI France (Chambre de commerce et d'industrie)
- CMA France (Chambre des métiers et de l'artisanat)
- CNMCCA (Confédération nationale de la mutualité, de la coopération et du crédit agricoles)
- CPME (Confédération des petites et moyennes entreprises)
- CR (Coordination rurale)
- EDF
- Engie
- FNCCR (Fédération nationale des collectivités concédantes et régies)
- FNSEA (Fédération nationale des syndicats d'exploitants agricoles)
- La Poste
- MEDEF (Mouvement des entreprises de France)
- Pôle Habitat FFB
- U2P (Union des entreprises de proximité)
- USH (Union sociale pour l'habitat)

## Fonctionnement

### Les séances plénières
Le CNC, dans sa formation plénière extraordinaire (réunissant les membres titulaires et suppléants) ou dans sa formation ordinaire (avec ses seuls membres titulaires ou leurs suppléants en cas d’empêchement) est convoqué par le ministre chargé de la consommation ou par son représentant. Lors de ces séances, présidées par le ministre ou son représentant, sont notamment examinés et adoptés les avis du CNC. Ceux-ci portent sur les questions intéressant la consommation de biens et de services publics ou privés ; sur les projets ou propositions de lois et règlements susceptibles d'avoir une incidence sur la consommation ainsi que sur les conditions d'application de ces textes, y compris sur les textes pris en application de l'article L. 410-2 du code de commerce et de l'article L. 112-1 du code de la consommation.

### Les groupes de travail

#### Les groupes permanents
Les groupes permanents sont des groupes d'information ayant pour vocation à traiter des questions de consommation concernant un secteur économique déterminé. Présidés par un représentant du ministre chargé de la consommation, ils sont ouverts aux membres du CNC ainsi qu’à tout représentant de l’administration, expert ou personnalité qui formule une demande de participation auprès de la présidence ou qui répond à une demande de celle-ci. 
Actuellement, trois groupes permanents siègent au CNC :
− le groupe « agroalimentaire et nutrition » ;
− le groupe « consommation durable » ;
− le groupe « produits non alimentaires ».

#### Les groupes de travail
Les questions soumises au CNC peuvent être traitées au sein de groupes de travail spécialisés. Ces groupes sont constitués sur
la base d'un mandat qui peut être proposé soit par les membres du CNC, soit par le ministre chargé de l’économie ou son représentant. Ils sont composés :
d’un président, désigné par le ministre chargé de l’économie ou par le directeur général de la direction générale de la concurrence, de la consommation et de la répression des fraudes ;
d’un rapporteur pour chacun des collèges ;
de membres titulaires et suppléants du CNC ou de leurs représentants ;
de membres de droit.
En conclusion des travaux du groupe, un projet d'avis est présenté aux membres du bureau du CNC en vue de recueillir leurs votes.
Un avis est considéré comme adopté s’il a recueilli la majorité des voix des représentants de chacun des collèges au bureau.
Après adoption, les rapports et les avis sont publiés au BOCCRF et mis en ligne sur le site Internet du CNC. 

## L'organe collégial
Conformément à l'article D.821.1 du code de la consommation, le CNC réunit, à la demande d’un professionnel, l’organe collégial chargé de désigner un médiateur de la consommation au sens de l’article L. 613-2 de ce même code.
Cette instance est composée :
- deux représentants des associations de défense des consommateurs agréées (deux titulaires et deux suppléants), nommés par arrêté publié au BOCCRF ;
- deux représentants du professionnel concerné, proposés par celui-ci.

À l’issue des débats, le médiateur est désigné s’il recueille la majorité des voix.